# Assane Dioussé
El Hadji Assane Dioussé (Dakar, 20 de setembro de 1997) é um futebolista senegalês que atua como volante. Atualmente é jogador do Auxerre.

## Carreira

### Empoli
Assane Dioussé começou a carreira no Empoli. Estreou profissionalmente pelo clube na Serie A Tim em 23 de Agosto de 2015 contra o Chievo Verona.

### Saint-Étienne
No dia 1 de agosto de 2017, foi confirmado a transferência do jogador ao Saint-Étienne por 5 milhões de euros.

#### Chievo Verona
Em Janeiro de 2019, Dioussé foi emprestado pelo Saint-Étienne para o Chievo Verona, que disputava a Segunda Divisão Italiana.

#### Ankaragücü
Em Setembro de 2020, Assane foi emprestado para o Ankaragücü, clube turco da Super Lig.

### OFI Crete
Em 13 de Julho de 2022, o clube grego OFI Crete anunciou Dioussé por um contrato de 2 anos.

### Auxerre
Em 10 de Agosto de 2023, o Auxerre anunciou Dioussé com um contrato de 4 anos. Dioussé é um dos jogadores do elenco do AJA que ganahram a Ligue 2 de 2023-24, fazendo uma campanha de 74 pontos.

## Carreira internacional
Dioussé recebeu sua primeira convocação para a seleção principal do Senegal em 28 de agosto de 2017, antes das partidas de qualificação para a Copa do Mundo FIFA de 2018 no mês seguinte contra Burkina Faso. Em 14 de novembro, ele fez sua estreia no Senegal, quando entrou no minuto 88 como substituto de Alfred N'Diaye em uma partida de qualificação para a Copa do Mundo da FIFA de 2018 contra a África do Sul no Stade Léopold Sédar Senghor. O Senegal venceu a partida por 2–1.

## Títulos

#### Auxerre
- Ligue 2: 2023-24